# Скрипицын, Владимир Николаевич
Влади́мир Никола́евич Скрипи́цын (Скрыпи́цын) (1848 — 26 января 1929, Женева) — российский государственный деятель, действительный статский советник, губернатор Якутской области.

## Биография

### Работа в разных регионах России
Из дворян Московской губернии. Родился в 1848 году. Образование получил в 1-м Московском кадетском корпусе и 3-м военном Александровском училище. 3 августа 1866 года произведён в прапорщики в 16-й гренадерский Мингрельский полк. В 1868 году перешёл на службу в гражданское ведомство и прикомандирован к Плоцкому губернскому правлению, где занимался делопроизводством в финансовом отделении. Затем — секретарь Цехановского уездного правления.
В 1868 году назначен помощником столоначальника главного управления Восточной Сибири по IV отделению, в 1870 году — столоначальником этого управления. В 1871 году — исполняющий должность старшего ревизора Иркутской контрольной палаты. С 1876 года — титулярный советник. Причисленный в 1878 году к Государственному контролю, состоял в следующем году обер-контролёром полевого контроля действовавшего корпуса на кавказско-турецкой границе и за отличие награждён орденом Святого Владимира IV степени с мечами и произведён в коллежские асессоры. В 1879 году прикомандирован к Тифлисской контрольной палате, старший чиновник для ревизии расходов по постройке дорог в Батумской области.
В 1880 году назначен старшим ревизором той же палаты, в следующем году пожалован орденом Святой Анны II степени и командирован в Московскую, а затем в Санкт-Петербургскую контрольную палату и в ней же назначен старшим ревизором. В 1883 году — работает в Финляндии сведущим лицом проверки документов и заключения по вопросам следствия. В 1884 году — помощник управляющего Варшавской контрольной палатой и член от Государственного контроля в эмеритальную комиссию Царства Польского. С 1886 года — управляющий Иркутской контрольной палатой, коллежский советник.

### Губернатор Якутии
23 апреля 1892 года назначен якутским губернатором. С 1894 года — действительный статский советник. 23 декабря 1899 года награждён Командорским крестом 1-го класса шведско-норвежского ордена Вазы.
За 11 лет своего губернаторства Скрипицын запомнился человечным и доброжелательным отношением к местному населению Якутии и проживающим там меньшинствам — как религиозным (скопцы, духоборы), так и национальным (евреи). Заключённые в Сибири политические ссыльные также отзывались о губернаторе с теплотой:

Губернатор Скрипицын, к которому я должен был явиться за проходным свидетельством, был, по-видимому, удивлён, что я не прошу его оставить меня в городе и очень охотно еду в тайгу. Когда я, получив бумагу, намеревался выйти из его кабинета, он удержал меня:
— Садитесь, пожалуйста.
Я сел и вопросительно смотрел на него.
— Вот к чему привело ваше напрасное увлечение политикой, — сказал он, покачав головой. — Всё равно революция в России невозможна.
— Через пять лет она совершится, — сказал я сухо.
— Вы думаете? — заинтересовался губернатор, как будто ожидая от меня пояснений.
— Через пять лет непременно, — повторил я, не подозревая, по правде сказать, что она в самом деле так уж близка.
Мы с ним спорили тогда на эту тему часа полтора. Кажется, он был не очень уверен в том, что старый порядок прочен.
Такой разговор с губернатором политического ссыльного был невозможен в тогдашней Европейской России, но в Якутской области многое нелегальное становилось легальным.
— Георгий Чулков. Годы странствий. Якутская ссылка.
Поскольку политзаключённые были одними из немногих образованных людей в тогдашней Якутии, Скрипицын активно задействовал их в своих реформах. «Политические» входили в число участников важнейших экспедиций по Якутии: от знаменитой Сибиряковской 1894-1896 годов до исследовательских работ по прокладыванию Нелькано-Аянского пути.

#### Антитойонская реформа
Был инициатором проекта либеральной земельной реформы, преследовавшей цель ликвидировать тойонское землевладение и внедрить фермерское хозяйство (30% сельских якутов являлось безземельными). В течение 7 лет проводил подготовительную работу: собирал съезды тойонов, привлёк к делу губернский статистический комитет и политссыльных Н. А. Виташевского, Л. Г. Левенталя, И. И. Майнова и других. В 1899 году издал «Инструкцию о порядке уравнительного распределения в наслеге (или селении) земель между общественниками в соответствии с податными и повинностными платежами», по которой упразднялась классная система землепользования и вводилось уравнительное распределение земель по душам.
Крупные землевладельцы выступили против реформы, и в результате иркутский генерал-губернатор А. Д. Горемыкин не поддержал инструкцию. В том же 1899 году Скрипицыну был направлен проект «О преобразовании управления оседлыми и кочевыми инородцами губерний Томской, Тобольской, Енисейской и Иркутской», разработанный делопроизводителем Земского отдела Иркутской канцелярии, надворным советником И. И. Крафтом. Его суть заключалась в том, что «кочевые инородцы» наделялись теми же правами, что и крестьяне: они «составляют особенное сословие, приравненное к крестьянскому, но в отличие от них управляются своими законами. Бродячие инородцы не участвуют в денежных земских повинностях и не производят никаких расходов на содержание степного управления».
Губернатору было рекомендовано обсудить проект с окружными исправниками, близко знакомыми с бытом и хозяйственным устройством местного населения. Для решения вопроса создали комиссию и был составлен проект нового Положения об инородцах Якутской области. Якутские старосты и старшины отвергли проект, потому что при его разработке якобы не была учтена специфика жизни якутов. На заседании Общего присутствия Якутского областного правления, в начале 1900 года были подведены итоги проделанной работы. В 1903 году Сенат отменил «Инструкцию».
В 1903 году за заслуги перед Якутией по ходатайству Якутской Городской Думы получил звание почётного гражданина города Якутска.
Скрипицын был уволен по личной просьбе — по состоянию здоровья. Он пробыл на должности главы Якутии более других губернаторов — почти одиннадцать лет. Этнограф Г. Н. Потанин писал: «Область может назвать только двух хороших губернаторов: Светлицкого и Скрипицына. Это были честные губернаторы». Проживал в бывшем доме купчихи Плотниковой-Тельных на ул. Большой (через проезжую часть от современного магазина «Туймаада»). После 1917 года уехал из России, умер в эмиграции в Швейцарии в 1929 году.

## Семья
Был женат на Елизавете Васильевне Скрипицыной (Скрыпициной, в девичестве Сапожниковой). У супругов было десять детей:
- Варвара (1875-?)
- София (1876-?)
- Людмила (1878-?)
- Зоя (1881-1940). Родилась в Иркутске, где окончила Институт благородных девиц. Муж - Пётр Андреевич Фролов (1870-1938) - генерал, председатель Томской судебной палаты. У них родились 3 дочери. Зоя Владимировна жила со своей семьёй в Анапе до 1920 года, когда после взятия Крыма вся её семья, кроме дочери Антонины и сына Володи, уехали в Швейцарию, а потом - во Францию. Зоя и её дети остались в Анапе а потом переехали на Кубань, куда также приехал их муж и отец Пётр Андреевич Фролов.[источник не указан 1998 дней]
  - Катерина (1899-?)
  - Вера (1902-?)
  - Антонина (1901-1976). В 1926 году вышла замуж за Евгения Михайловича Жадкевича, профессора и основателя Кубанского медицинского института.[источник не указан 1998 дней]
    - Михаил Евгеньевич Жадкевич (1930-1986), который стал известным врачом-хирургом, его именем названа одна из московских клинических больниц.
- Владимир (1881-?)
- Борис (1886-1930)
- Ольга (1887-?)
- Надежда (1889-?)
- Лев (1892-?)
- Константин (1893-1940)

## Гражданские чины
- Коллежский регистратор (1868)
- Губернский секретарь
- Коллежский секретарь (1873)
- Титулярный советник (1876)
- Коллежский асессор
- Надворный советник (1882)
- Коллежский советник (1886)
- Статский советник (1888)
- Действительный статский советник (1894)[10]

## Награды
- Орден Святой Анны I степени
- Орден Святой Анны II степени (1881)
- Орден Святого Станислава I степени
- Орден Святого Станислава II степени
- Орден Святого Владимира III степени
- Орден Святого Владимира IV степени с мечами (1879)
- Орден Вазы, Командорский крест I класса (1899)